# 神話劇
神話劇是以神話故事為題材的戲劇。這類戲劇在不同國家、不同時代都有出現。

## 希臘神話
《特洛伊羅斯和克瑞西達》、《維納斯與阿多尼斯》等劇作皆是借用希臘神話題材所寫。這些不同時代的劇作家，在藉用這些題材時，也都予以加工、改造，寄寓了新的意義。

## 中國
在中國古典中，這類劇目根據《西遊記》、《封神演義》、《聊齋誌異》以及《天仙配》、《雷峰塔》、《張生煮海》、《牛郎織女》等許多歷代流傳民間的神話故事改編的傳統戲曲，都通過戲劇構思，展現出一個個斑斕多彩、玄妙神奇的人神共處的太虛幻境與超凡脫俗的神話世界。這些神話劇儘管充滿虛幻和文學的渲染，卻與迷信不同，它從不同的生活角度，從不同的主人公身上，反映出對幸福的嚮往和追求，暴露出封建統治者對人們的理想和美好生活的摧殘。

#### 例子
- 沉香如屑
- 与君歌
- 长安诺
- 青云志
- 宸汐缘
- 香蜜沉沉燼如霜
- 三生三世十里桃花 (电视剧)
- 三生三世枕上书
- 三生三世十里桃花 (電影)